# Camera (magazine japonais)
Pour les articles homonymes, voir Camera (homonymie).
 (avril 2020).
Camera (カメラ, Kamera), ou Ars Camera (Arsカメラ), Arusu Kamera), est un des magazines japonais consacrés aux appareils photo les plus anciens et à la durée de publication la plus longue. Il est publié par la société « Ars ».
Le premier numéro d'Ars Camera est daté du mois d'avril 1921, c'est-à-dire qu'il est antérieur de cinq ans à la revue Asahi Camera. Avec un mélange de photographies, d'informations sur le matériel et de concours, il établit un modèle pour les magazines de photographie grand public qui se poursuit jusqu'à nos jours[source insuffisante]. Camera parvient à maintenir sa publication malgré le séisme de Tokyo en 1923, mais à partir du mois de janvier 1941 est contraint de fusionner avec Shashin Salon (写真サロン), Shashin Saron) et Camera Club (カメラ倶楽部), Kamera Kurabu) pour former Shashin Bunka (写真文化).
Camera ne tarde pas à réapparaître après la guerre, avec un numéro daté du mois de janvier 1946. Pendant quelques années, le magazine est dirigé par Kineo Kuwabara. Son dernier numéro est daté du mois d'août 1956.